# DFS Rhönsperber
Der DFS Rhönsperber ist ein einsitziges Segelflugzeug, das 1934 von Hans Jacobs von der Deutschen Forschungsanstalt für den Segelflug (DFS) für die Karl Schweyer AG in Ludwigshafen konstruiert wurde. Es war das erste Segelflugzeug mit modernen Störklappen, die damals noch als Sturzflugbremsen für den Wolkenflug konstruiert wurden.

## Geschichte
Der Rhönsperber entstand 1934 zunächst als private Auftragsarbeit von Hans Jacobs für den Ludwigshafener Holzhändler und Sägewerksbesitzer Heinz Schweyer. Dieser wünschte sich ein simples Leistungssegelflugzeug für den relativ neu entdeckten thermischen Streckensegelflug. Der Prototyp wurde in einer leerstehenden Werkstatt Schweyers fertiggestellt und in den ersten Monaten des Jahres 1935 durch Personal der DFS (u. a. Hanna Reitsch und Heini Dittmar) eingeflogen. Bereits im am 12. März 1935 absolvierte Ludwig Hofmann einen Streckenflug von 140 km, der das enorme Potential der Konstruktion zeigte.
Die Flugerprobung fand im Frühjahr 1935 in Mannheim statt und diente gleichzeitig der Evaluierung neuer Bremsklappen durch die DFS, für die sich der kunstflugtaugliche und robuste Rhönsperber bestens eignete. Die Ergebnisse flossen umgehend in die bereits angelaufene Produktion durch die Firma Schweyer ein, sodass der Rhönsperber zum ersten serienmäßig gebauten Segelflugzeug mit Bremsklappen wurde.
Der Rhönsperber war in den folgenden Jahren ein beliebtes und erfolgreiches Leistungssegelflugzeug. Mit ihm wurden mehrere Strecken- und Höhenrekorde erzielt. Die rasante Entwicklung im Segelflugzeugbau der 30er-Jahre führte jedoch dazu, dass neue Konstruktionen wie die Gö 3 Minimoa, Mü 13 D und die ebenfalls von Hans Jacobs stammende DFS Weihe den Rhönsperber verdrängten.
Schweyer stellte die Produktion 1938 ein. Es ist heute nicht mehr genau nachvollziehbar, wie viele Rhönsperber insgesamt gebaut wurden, da Schweyer auch Zeichnungssätze verkaufte, um Fliegergruppen die Möglichkeit zu geben, das Flugzeug selbst herzustellen. Einige Rhönsperber wurden von Edmund Schneider in Grunau in Lizenz gebaut. Nach dem Kauf zweier Musterexemplare stellte die Werkstätte des Österreichischen Aero-Clubs Mitte der 1930er sechs Rhönsperber in Lizenz her.

## Konstruktion

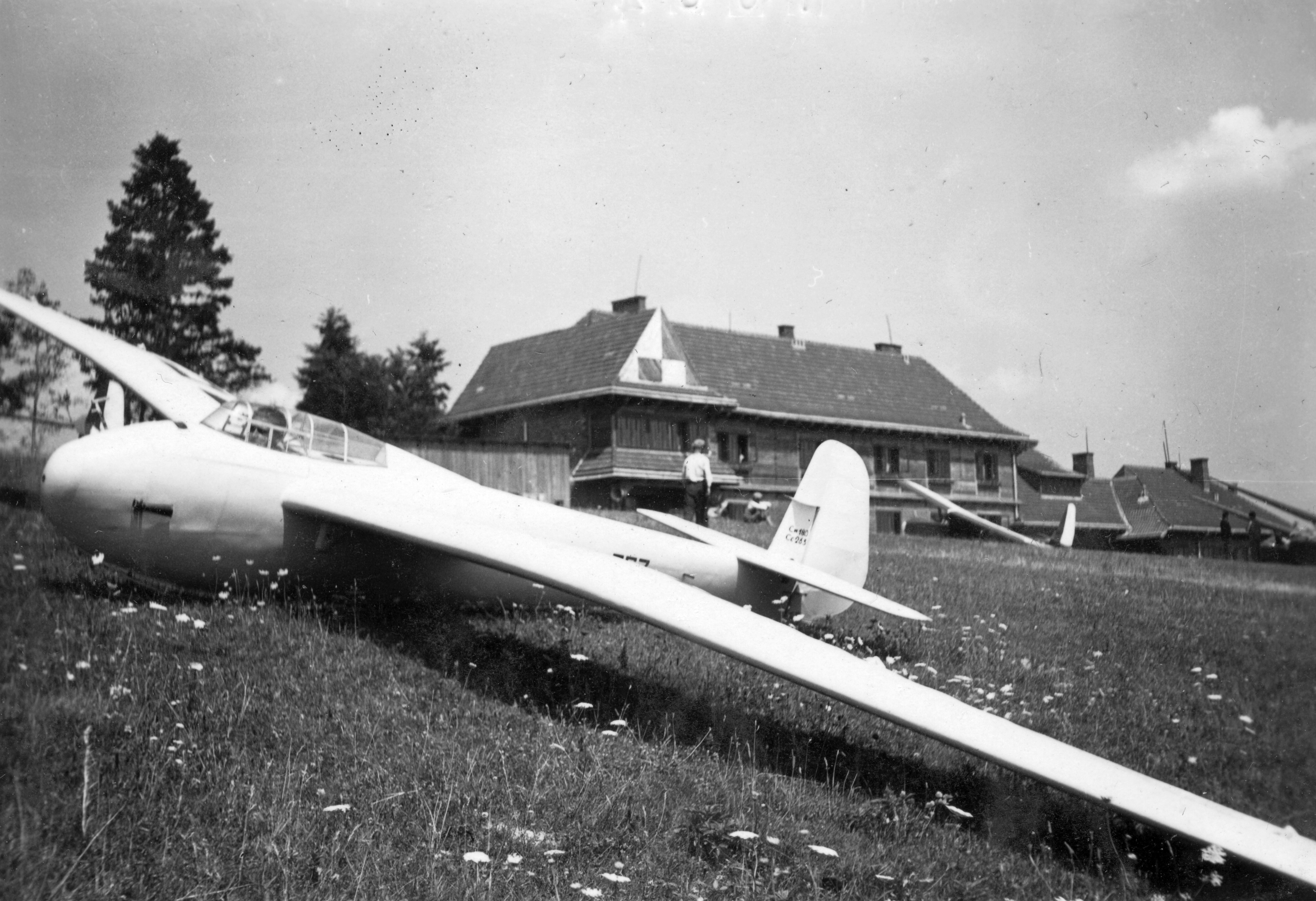
Polnischer Rhönsperber im Jahr 1939

Aufbauend auf seinen Erfahrungen bei der Konstruktion des Rhönbussards und des Fafnir wurde der Rhönsperber als freitragender Mitteldecker in Holzbauweise mit Knickflügeln und Kreuzleitwerk gebaut. Bei den Tragflächen kam das Profil Gö 535 zum Einsatz, welches an den Flächenspitzen in das Profil Gö 405 überging. Eine Neuerung waren die beiden im Rumpf miteinander verbundenen Flügelholme. Die Auslegung als Mitteldecker und die geschlossene, zur Seite abklappbare Haube aus Cellon ermöglichten eine gute Rundumsicht.
Als Landehilfe diente eine Kufe. Nach der Erprobung wurden serienmäßig nach oben ausschwenkbare Bremsklappen verbaut. Das Höhensteuer war wahlweise als Pendelruder oder in der Ausführung mit Dämpfungsfläche bestellbar.
Der Rhönsperber war kunstflugtauglich und hat einen Segelflug-Index von 62.

## Technische Daten
| Kenngröße                                     | Daten               |
| --------------------------------------------- | ------------------- |
| Konstrukteur                                  | Hans Jacobs         |
| Entwurfsjahr                                  | 1934                |
| Länge                                         | 6,05 m              |
| Flügelfläche                                  | 15,10 m²            |
| Streckung                                     | 15,3                |
| Gleitzahl                                     | 20                  |
| Geringstes Sinken                             | 0,72 m/s            |
| Zuladung                                      | 90 kg               |
| Rüstmasse                                     | 177 kg              |
| max. Startmasse                               | 267 kg              |
| max. Flächenbelastung                         | 17,70 kg/m²         |
| Mindestgeschwindigkeit                        | 60 km/h             |
| Höchstgeschwindigkeit (zugelassen)            | 200 km/h (145 km/h) |
| max. Schleppgeschwindigkeit (Flugzeugschlepp) | 110 km/h            |
| max. Schleppgeschwindigkeit (Windenschlepp)   | 85 km/h             |

## Erhaltene Exemplare
Nur einige wenige Rhönsperber überlebten den Zweiten Weltkrieg. Trotz vieler Exportkunden sind im Ausland nur wenige Exemplare erhalten geblieben. Außerhalb des Deutschen Reiches wurden Rhönsperber unter anderem in der Schweiz, Österreich, den USA, der Türkei und China geflogen.
Der einzige flugfähige original Rhönsperber ist im Raum London beheimatet und wurde 1937 nach England geliefert. Bei einer langfristigen Restaurierung in den 1970er Jahren wurde das ursprüngliche Leitwerk durch das eines Rhönbussards ersetzt.
Das Deutsche Segelflugmuseum mit Modellflug auf der Wasserkuppe zeigt einen originalen Rhönsperber in seiner Ausstellung. Der Rhönsperber des Polnischen Luftfahrtmuseums in Krakau befindet sich eingelagert im Depot.
Der Flugzeugbauer Otto Grau rekonstruierte zwischen 1993 und 1998 einen originalgetreuen Rhönsperber mit der Registrierung D-9025. Der Nachbau fliegt im Raum Wiesbaden.